# Лубянки (Орловская область)
Лубя́нки — село в Дмитровском районе Орловской области. Административный центр Лубянского сельского поселения. 
Население — 456 человек (2010 год).

## География
Расположено на востоке района, в 18 км от Дмитровска на речке Швикле (Чвикле), притоке Неживки. Через село проходит автодорога 54К-9 «Кромы — Комаричи». Высота над уровнем моря — 224 м.

## История

### XVIII век
Село Лубянки известно, как минимум, с начала XVIII века. В то время оно входило в состав Речицого стана Кромского уезда. В переписной книге 1722—1723 годов Лубянки упоминаются как село, то есть уже тогда здесь действовала церковь. С 1734 года здесь упоминается деревянный Покровский храм. В это время при церкви было 66 дворов прихожан. В 1740 году в селе был возведён каменный храм Покрова Пресвятой Богородицы. Помещиком Лубянок в то время был генерал-лейтенант Александр Иванович Тараканов.

### XIX — начало XX века
В 1802 году село входит в состав Дмитровского уезда Орловской губернии. 30 июля 1840 года в Лубянках выпал сильный град. 
В XIX веке Лубянки были владельческим селом. По данным 10-й ревизии 1858 года в Лубянках 168 крестьян и 18 дворовых мужского пола принадлежали детям умершего поручика, князя Алексея Петровича Вадбольского; 27 крестьян и 5 дворовых мужского пола принадлежали княгине Екатерине Васильевне Вадбольской.
В 1861 году жители Лубянок были освобождены от крепостной зависимости за выкуп. Тогда же была проведена ревизия наличного населения. Душ мужского пола оказалось 195. Им выделили 585,5 десятины земли (75,1 десятины усадебной, 470,1 — пашни, 35,1 — сенокосов, 4,4 — пастбищ и 0,5 десятины леса), т.е. на каждую ревизскую душу на 0,1 десятины меньше нормы. С 1861 по 1927 год село было административным центром Лубянской волости Дмитровского уезда. В 1866 году здесь было 53 двора, проживали 572 человека (257 мужского пола и 315 женского), действовали 3 маслобойни. Через село проходил Московско-Киевский тракт. К 1877 году число дворов увеличилось до 88, число жителей — до 574 человек. В 1897 году в Лубянках проживало 678 человек (340 мужского пола и 338 женского), всё население исповедовало православие. В селе имелись мелкие кустарные предприятия по переработке сельскохозяйственного сырья: маслобойня, пенькотрепальня, шерстобойня, водяная мельница. Действовали кабак, постоялый двор и больница. 
В 1901 году в Лубянках насчитывалось 98 дворов, в которых проживало 646 человек обоего пола. Во всех хозяйствах в общем имелось 98 рабочих лошадей, 57 коров, 40 телят, 438 овец и 75 свиней. 38 хозяйств не имели лошадей, 18 — крупного рогатого скота. Земля распределялась неравномерно: от одной до 10—15 десятин на двор. Пять семей земли вообще не имели. В конце XIX — начале XX века имение в Лубянках принадлежало княгине Вадбольской. Во время революции 1905—1907 годов в лубянских владениях Вадбольской была зафиксирована самовольная порубка леса местными крестьянами. Около 1913 года княгиня умерла, имение в селе было куплено эстонцами, которые владели им до революции 1917 года. После октября 1917 года к власти пришли большевики. Первыми коммунистами в селе были: Бунцев Егор Филиппович, Бунцев Григорий Андреевич, Бунцев Андрей Степанович.

### После 1917 года
В 1926 году в селе было 74 хозяйства (в т.ч. 69 крестьянского типа), проживало 333 человека (156 мужского пола и 177 женского). В то время в Лубянках действовали: почтово-телеграфное агентство, школа 1-й ступени, пункт по ликвидации неграмотности, библиотека, изба-читальня, кооперативное торговое заведение IV разряда, медицинский пункт. В то время из состава села в отдельный населённый пункт выделялся посёлок Покровский. В 1926 году в посёлке был 31 двор, проживало 178 человек (86 мужского пола и 92 женского). В Покровском находился административный центр Лубянского сельсовета. В 1928 году вошло в состав Дмитровского района. В 1937 году в селе было 164 двора, действовала машинно-тракторная станция. Во время Великой Отечественной войны, с октября 1941 года по 11 августа 1943 года, находилось в зоне немецко-фашистской оккупации. Во время войны в Лубянках было разрушено много жилых домов, 2 коровника, овчарня, конюшня, пасека. По состоянию на 1945 год в селе действовал колхоз «Красный Колодец», позже переименованный в колхоз имени Сталина (председатель — Андрей Андреевич Пугин). В 1960 году колхоз был реорганизован в совхоз «Лубянский», просуществовавший до начала 1990-х годов. 27 июля 1962 года кукурузные поля совхоза осмотрел Н. С. Хрущёв.

## Население
| 1866 | 1877 | 1897 | 1914 | 1916 | 1926 | 1979 |
| ---- | ---- | ---- | ---- | ---- | ---- | ---- |
| 572  | ↗574 | ↗678 | ↘675 | ↗702 | ↘511 | ↗725 |
| 2002 | 2010 |      |      |      |      |      |
| ↘603 | ↘456 |      |      |      |      |      |

## Персоналии
- Орлов, Георгий Михайлович (1903—1991) — государственный деятель, министр лесной промышленности СССР. Родился в Лубянках.

## Образование
В селе действует Лубянская средняя общеобразовательная школа.

## Памятники истории и архитектуры
Основная статья: Храм Покрова Пресвятой Богородицы
В Лубянках находятся руины православного храма Покрова Пресвятой Богородицы, построенного помещиком села А. И. Таракановым в 1740 году. Являются памятником градостроительства и архитектуры регионального значения. В 2016 году рядом со старой церковью было построено новое деревянное здание храма
Братская могила советских воинов, погибших в боях с фашистскими захватчиками во время Великой Отечественной войны.